# Seznam rimskih uzurpatorjev
Seznam rimskih uzurpatorjev vsebuje uzurpatorje v Rimskem cesarstvu do leta 476. 
Uzurpatorji v Bizantinskem cesarstvu (476–1453) so na Seznamu bizantinskih uzurpatorjev. V Bizantinskem cesarstvu so bili upori in uzurpacije v primerjavi s srednjeveškim Zahodom tako pogosti, da je izraz "bizantinski" postal sinonim za politične spletke in zarote.

## Uzurpatorji, ki so postali zakoniti cesarji
Našteti uzurpatorji so postali zakoniti cesarji zaradi vzpostavitve nesporne oblasti v cesarstvu ali s potrditvijo položaja v rimskem senatu.

### Prva državljanska vojna,leto štirih cesarjev
- Galba, ubit 15. januarja 69.
- Oton, naredil samomor 16. aprila 69.
- Vitelij, ubit 22. decembra 69.
- Vespazijan, ki se je obdržal na prestolu.

### Druga državljanska vojna
- Pertinaks (193)
- Didij Julijan (193)
- Septimij Sever (193–211)

### Kriza tretjega stoletja
- Makrin (217– 218), Sirija, nekdanji prefekt pretorijske straže, usmrčen.
- Maksimin Tračan (235–238), Porenje, nekdanji centurion, ubit.
- Gordijan I. (238), Afrika, naredil samomor.
- Gordijan II. (238), Afrika, ubit v bitki.
- Filip Arabec (244–249), Vzhod, nekdanji prefekt pretorijske straže, ubit od svojih vojakov.
- Decij (249–251), Panonija, ubit v bitki.
- Trebonijan Gal (251–253).
- Emilijan (251), Mezija.
- Valerijan (253–260), Porenja, usmrčen.
- Klavdij II. Got (268–270).
- Avrelijan (270–275), usmrčen.

## Uzurpatorji, ki se ne prištevajo med zakonite cesarje
Na seznamu so uzurpatorji, ki so se sami proglasili za cesarje ali jih je proglasil kdo drug, vendar niso izrinili vladajočega cesarja ali vzpostavili oblasti nad celim cesarstvom ali jih ni potrdil rimski senat in  visoka aristokracija.
Našteta so imena vladajočih cesarjev, imena uzurpatorjev, datum in kraj poskusa uzurpacije in njene posledice.

### Klavdij I.(41–54)
- Lucij Aruncij Kamil Skribonijan (41), cesarski legat Dalmacije, možen naslednik cesarja Kaligule. Ko so ga zapustili vojaki, je na Visu naredil samomor.

### Galba(68–69)
- Nimfidij Sabin (68), Neronov prefekt pretorijske straže, ki se je proglasil za cesarja po Neronovem samomoru. Trdil je, da je Kaligulov nezakonski sin. Ko se je Galba z vojsko približal Rimu, ga je ubila pretorijska straža.

### Tit(79–81)
- Terencij Maksim, Azija. Po uporu se je zatekel k partskemu vladarju Artabanu; podoben Neronu.

### Domicijan(81–96)
- Lucij Antonij Saturnin (89), Gornja Germanija, guverner Gornje Germanije, ki zaradi odjuge na Renu ni dobil pomoči svojih germanskih zaveznikov. Usmrčen na ukaz Marka Avrelija.

### Mark Avrelij(161–180)
- Avidij Kasij (175), Egipt in Sirija, guverner Sirije. Za cesarja se je razglasil po govoricah, da je Mark Avrelij umrl. Upor je nadaljeval še potem, ko je izvedel, da je Mark Avrelij živ.

### Septimij Sever(193–211)
- Pescenij Niger (193–194) v Egiptu, Aziji in Siriji. Guverner Sirije, ki se je proglasil za cesarja Pertinaksovi smrti. Poražen in ubit na begu v Partsko cesarstvo.
- Klodij Albin (196–197) v Britaniji in Galiji. Guverner Britanije, do uboja Pescenija Nigra Severjev zaveznik. Ubit v bitki pri Lugdunumu, sedanjem Lyonu.

### Elagabal(218–222)
- Gelij Maksim (219), Sirija, častnik IV. skitske legije ; usmrčen.
- Ver (219), Sirija, poveljnik III.galske legije, usmrčen.
- Uranij (okoli 221), vprašljiva obstoj in datum; neketeri viri ga umeščajo v leto 253.
- Selevk (po letu 221). Lahko bi bil Julij Antonij Selevk iz Mezije ali Mark Flavij Vitelij Selevk, konzul za leto 221.

### Aleksander Sever(222–235)
- Salustij (okoli 227), Rimu. Aleksandrov cezar in pretor pretorijske straže, usmrčen zaradi poskusa umora.
- Tavrin (datum nejasen), Vzhod. Naredil samomor v Evfratu.

### Maksimin Tračan(235–238)
- Magn (235), nekdanji konzul. Maksiminovim vojakom je ukazal, naj porušijo most, preko katerega bi se cesar lahko vrnil preko Rena.
- Kvartin (235),Vzhod. Podprli so ga vojaki, zvesti prejšnjemu cesarju Aleksandru Severju.

### Gordijan III.(238–244)
- Sabinijan (240), Afrika, guverner province.

### Filip Arabec(244–249)
- Jotapijan (248), Vzhod. Ubili so ga njegovi vojaki.
- Pakatijan (248), donavska meja. Ubili so ga njegovi vojaki.
- Silbanak, renska meja , obstoj vprašljiv.
- Sponzijan, Mezija, obstoj vprašljiv.

### Decij(249–251)
- Prisk (249–252), Vzhod. Brat Filipa Arabca, verjetno ubit.
- Licinijan (250), Rim, usmrčen.

### Galien(253–268)
- Ingen (260), Panonija, nekdanji guverner. Naredil samomor.
- Marcijan starejši, Marcijan mlajši in Kviet (september 260 – jesen 261), Vzhod. Vse so v različnih priložnostih ubili njihovi vojaki.
- Regalijan (260), Panonija. Vladal skupaj z ženo.
- Balist (jesen 261), Vzhod, nekdanji  pretorijski prefekt, usmrčen.
- Pizon (261), Ahaja, obstoj vprašljiv.
- Valens (261), Ahaja, nekdanji guverner. Ubit.
- Memor (261), Egipt, usmrčen.
- Musij Emilijan (261–pomlad 262), Egipt, usmrčen.
- cesarji Galskega cesarstva.

Izmišljeni uzurpatorji:
- Celz
- Saturnin
- Trebelijan

### Klavdij II.(268–270)
- Cenzorin (269–270), skoraj zagotovo ni obsatajal. Omenjen je samo v Avgustejski zgodovini; brez litetarnih, epigrafskih in numizmatičnih dokazov.

### Avrelijan(270–275)
- Domicijan (270–271), zelo verjetno v južni Galiji. K uporu so ga verjetno vzpodbudile Avrelijanove težave z vdorom Alemanov v Italijo na začetku njegovega vladanja. Upor sta zatrla ali Avrelijanov pretorijski prefekt Placidijan, ki je bil takrat v dolini Rena, ali galski cesar Tetrik.
- Felicizim (271), Rim. Uradnik, vpleten v korupcijo. Usmrčen.
- Septimij (271), Dalmacija; umrtili so ga njegovi vojaki.
- Urban (271), obstoj vprašljiv.
- Firm (273), Egipt, obstoj vprašljiv.

### Prob(276–282)
- Bonos (280).
- Prokul (280).
- Saturnin (280).

### Kar,KarininNumerijan(282–284)
- Sabin Julijan.

### Dioklecijan(284–305)
- Amand in Elijan (285).
- Karavsij (286–293).
- Alekt (293–296).
- Domicij Domicijan (297).
- Avrelij Ahilej (297–298).
- Evgenij (303).

### Galerij(305–311)
- Maksencij (307–312)
- Domicij Aleksander (308–311), usmrčen.

### Konstantin I.(309–337)
- Kaloker (333/334), usmrčen.

### Konstancij II.(337–361)
- Magnencij in Decencij (350–353).
- Vetranij (350).
- Nepotijan (350).
- Klavdij Silvan (355).

### Valentinijan I.(364–375)
- Prokopij (366).
- Marcel (366).
- Teodor (371), imenovan po prerokbi, da bo kot nov cesar nasledil Valensa.
- Firm (372–375).

### Teodozij I.(379–395)
- Magn Maksim (383–388) in Flavij  Viktor.
- Evgenij (392–394), usmrčen.

### Honorij(395–423)
- Mark (406–407).
- Gracijan (407).
- Konstantin III. (407–411).
- Konstans II. (407–411).
- Maksim Hispanski (407–411).
- Prisk Atal (409–410, 415–416).
- Jovin (411–413).
- Sebastijan (412–413).
- Heraklijan (412–413), usmrčen.

### Valentinijan III.(423–455)
- Joanes (423–425).

### Antemij(467–472)
- Arvand (468).
- Roman (470).

## Neuspešni regionalni uzurpatorji po padcu Rima (476)
- Burdunel (496), dolina Ebra, usmrčen.
- Peter (506), dolina Ebra, usmrčen.